# Plutonium-238
Plutonium-238 of 238Pu is een onstabiele radioactieve isotoop van plutonium, een actinide. De isotoop komt van nature niet op Aarde voor. Plutonium-238 is een krachtige alfastraler en wordt als zodanig gebruikt als energiebron.

## Vorming
Plutonium-238 kan ontstaan door radioactief verval van neptunium-238, americium-238 of curium-242. Het werd in 1941 voor het eerst synthetisch bereid door Glenn Seaborg en diens medewerkers door het bombarderen van uranium-238-kernen met deuterium. Bij deze kernreactie ontstaat in eerste instantie neptunium-238, dat vervalt tot plutonium-238.
{\displaystyle {\ce {^238_92U + ^2_1D -> ^238_93Np}}}
{\displaystyle {\ce {{^{238}_{93}Np}->{^{238}_{94}Pu}+{e^{-}}+{\bar {\nu }}_{e}}}}

## Radioactief verval
Plutonium-238 bezit een halveringstijd van 87,84 jaar. Het vervalt vrijwel volledig onder uitzending van alfastraling naar de radio-isotoop uranium-234:
{\displaystyle {\ce {{^{238}_{94}Pu}->{^{234}_{92}U}+\,_{2}^{4}\alpha }}}
De vervalenergie hiervan bedraagt 5,5932 MeV. Plutonium-238 kan ook vervallen door kernsplijting tot andere radioactieve isotopen (onder andere kwik-206 en lood-180), maar dit verval is verwaarloosbaar.

## Toepassingen
Plutonium-238 wordt toegepast als energiebron voor ruimtesondes die ver van de zon zijn, zodat zonnepanelen geen geschikte energiebron zijn. Een voorbeeld is de sonde New Horizons. De hitte door radioactief verval van de radio-isotoop wordt via het seebeck-effect in elektriciteit omgezet. Dit proces kan plaatsgrijpen in een thermo-elektrische radio-isotopengenerator.
227Pu · 228Pu · 229Pu · 230Pu · 231Pu · 232Pu · 233Pu · 234Pu · 235Pu · 236Pu · 237Pu · 237m1Pu · 237m2Pu · 238Pu · 239Pu · 239m1Pu · 239m2Pu · 240Pu · 241Pu · 241m1Pu · 241m2Pu · 242Pu · 243Pu · 243mPu · 244Pu · 245Pu · 246Pu · 247Pu